# Myartsevaia chrysopae
Myartsevaia chrysopae is een vliesvleugelig insect uit de familie Encyrtidae. De wetenschappelijke naam is voor het eerst geldig gepubliceerd in 1913 door Crawford.